# (197864) Florentpagny
(197864) Florentpagny  es un asteroide perteneciente al cinturón de asteroides, descubierto el 5 de septiembre de 2004 por Michel Ory desde el Observatorio Astronómico del Jura, en Suiza.

## Designación y nombre
Florentpagny se designó inicialmente como 2004 RQ1.
Más adelante, en 2014 fue nombrado por Florent Pagny (n. 1961) quien es un músico francés. Entre sus grandes éxitos se encuentran N'importe quoi, Savoir aimer, Ma liberté de penser y Les murs porteurs.

## Características orbitales
Florentpagny orbita a una distancia media del Sol de 2,364 ua, pudiendo acercarse hasta 1,805 ua y alejarse hasta 2,923 ua. Tiene una excentricidad de 0,236 y una inclinación orbital de 5,282° grados. Emplea en completar una órbita alrededor del Sol 1327,50 días.

## Características físicas
Su magnitud absoluta es 17,4. Tiene 2,832 km de diámetro y su albedo se estima en 0,073.